# NGC 4332
NGC 4332 (другие обозначения — UGC 7453, MCG 11-15-48, ZWG 315.33, IRAS12204+6607, PGC 40133) — спиральная галактика с перемычкой (SBa) в созвездии Дракон.
Этот объект входит в число перечисленных в оригинальной редакции «Нового общего каталога». 27 февраля 2009 года в галактике была зарегистрирована вспышка сверхновой SN 2009an, принадлежащая к типу Ia.